# Tomáš Krupčík
Tomáš Krupčík (Jablonec nad Nisou, 8 de enero de 1988) es un deportista checo que compite en biatlón. Ganó una medalla de plata en el Campeonato Europeo de Biatlón de 2018, en la prueba de 20 km individual.

## Palmarés internacional
| Campeonato Europeo | Campeonato Europeo   | Campeonato Europeo | Campeonato Europeo |
| Año                | Lugar                | Medalla            | Prueba             |
| ------------------ | -------------------- | ------------------ | ------------------ |
| 2018               | Val Ridanna (Italia) | Medalla de plata   | Individual         |